# Atanasije
Atanasije (kyrillisch Атанасије) ist ein männlicher Vorname, der überwiegend in Serbien verbreitet ist.

## Herkunft
Der Name Atanasije ist eine Variante des griechischen Namens Athanasios und bedeutet ‚der Unsterbliche‘.

## Bekannte Namensträger
- Atanasie Anghel († 1713), Bischof der Rumänen
- Atanasije I. (1711–1712), Patriarch von Peć
- Atanasije II. Gavrilović (1747–1752), Patriarch von Peć

## Sonstiges
Sweti Atanasij - Arbanasi bei Weliko Tarnowo, Bulgarisch-orthodoxe Kirche

## Varianten
Von Atanasije gibt es folgende Varianten:
Athanasios, Tanasije, Tanasko, Tane, Tasa, Taso, Taško